# اسمارت‌شیت
اسمارت‌شیت (انگلیسی: Smartsheet Inc.) شرکت فناوری اطلاعات آمریکایی است، که در سال ۲۰۰۶ تأسیس شد.